# Witalij Myrny
Witalij Ołeksandrowycz Myrny, ukr. Віталій Олександрович Мирний (ur. 3 kwietnia 1992 w Połtawie, Ukraina) – ukraiński piłkarz, grający na pozycji bramkarza.

## Kariera piłkarska

### Kariera klubowa
Wychowanek klubów Mołod' Połtawa i Kremiń Krzemieńczuk, barwy których bronił w juniorskich mistrzostwach Ukrainy (DJuFL). W marcu 2011 rozpoczął karierę piłkarską w drugiej drużynie Levadii Tallinn. Nie potrafił przebić się do podstawowego składu, dlatego latem 2011 przeniósł się do litewskiego klubu Banga Gorżdy. Na początku 2014 przeszedł do klubu Czerkaśkyj Dnipro Czerkasy. W lutym 2016 wrócił do Litwy, gdzie został piłkarzem Utenisu Uciana. W sezonie 2016/17 bronił barw FK Tarnopol, a w 2017/18 klubu Hirnyk-Sport Horiszni Pławni. W lutym 2018 wyjechał do Uzbekistanu, gdzie potem występował w Neftchi Fergana, a w 2019 w FK Andijon. 19 lutego 2020 podpisał kontrakt z Czornomorcem Odessa.

## Sukcesy i odznaczenia

### Sukcesy klubowe
Czerkaśkyj Dnipro Czerkasy
- mistrz Ukraińskiej Drugiej Ligi: 2014/15